# 长江炮舰

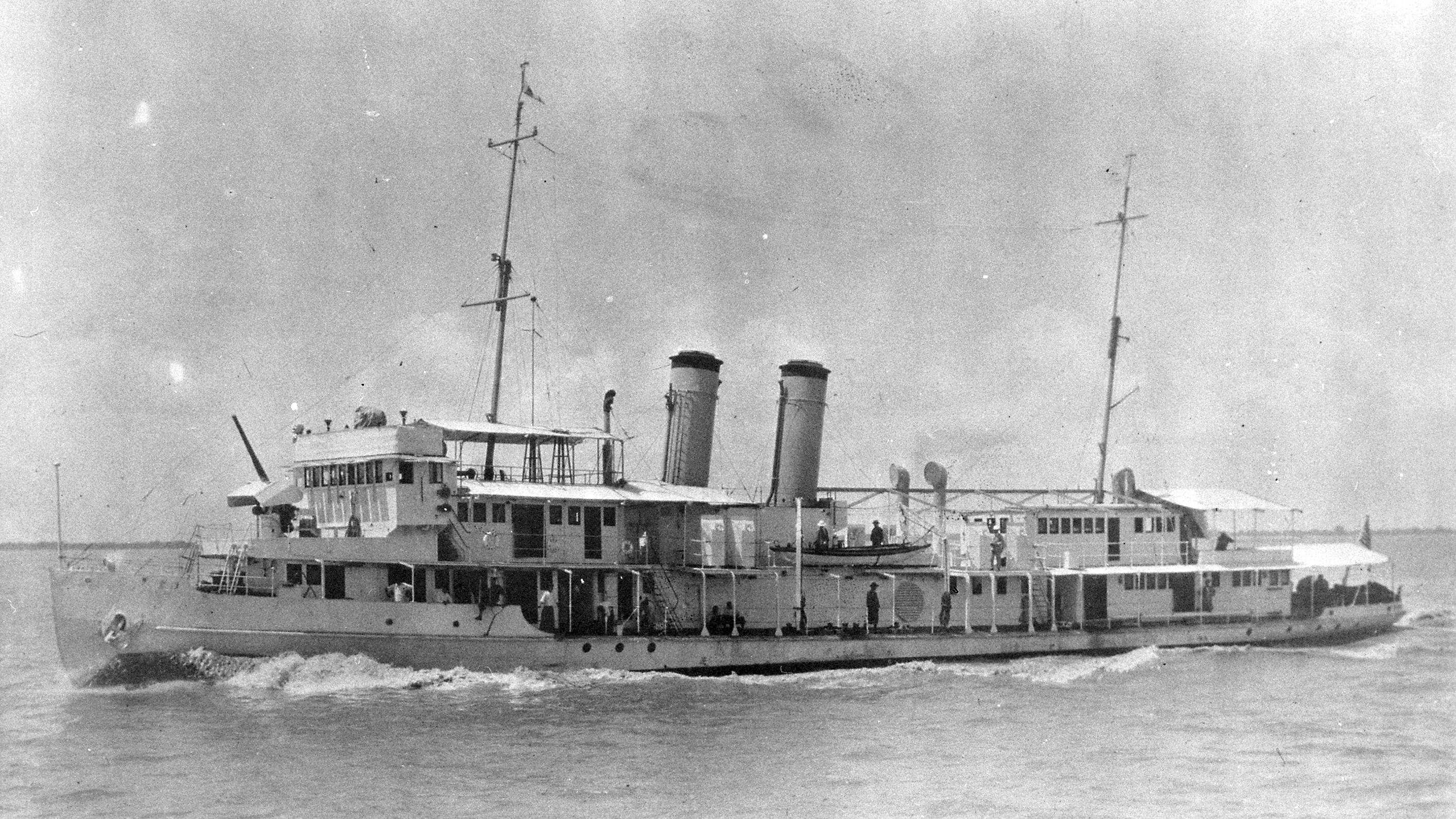
美国内河炮舰班乃号浅水炮舰，抗日战争爆发前美国海军在华长江炮舰之一。图上可见班乃号有着货轮式的高大上层建筑，武装相对不显眼；干舷低矮，贴近水面；门窗宽大而且数量众多，具有典型的长江炮舰外形特征。

长江炮舰是一类主要在中国的内河流域及沿海港口活动的内河炮舰。这种炮舰主要在长江流域活动，因此而得名；但也有一些虽然主要在其他河流流域活动，但依然分为长江炮舰的例子。长江炮舰中有部分采纳了特殊的设计，以适应三峡以上的长江航段的水文情况，这一类炮舰又得名川江炮舰。
长江炮舰（包括川江炮舰在内）通常作为浮动警察站使用，仅配备少量中小口径武器，防护较差，强调居住性。其使用者既有各列强海军，用以维护在华利益；也有中国海军，试图在列强手中保卫自己的内陆主权。
长江炮舰的使用自十九世纪中期始，二十世纪后类型和数量都逐渐增多。抗日战争期间长江炮舰面对空中威胁时活动很受限制，至第二次国共内战结束大部分都逐步退出现役。

## 概述
1858年《天津条约》签订，列强需要一种浅吃水的小型炮舰，进入中国内陆地区，保卫其利益。清末至民国时期，欧洲各国、美国和日本均有大量炮舰在中国内河巡弋，维持在华内陆租界和航道的治安，维护列强在华利益。因当时黑龙江、松花江沿岸尚未开发；黄河、京杭大运河多有泥沙淤积；珠江仅广州、佛山一带比较繁华，故外国炮舰基本集中在长江沿线活动。这些舰艇大体上又可以分为两类：一类主要在长江中下游一带行动，称为长江炮舰；另一类可以穿过三峡深入四川内陆，称为川江炮舰。
长江季节性水位变化大，要求长江上的炮舰吃水要浅，并且螺旋桨和船舵很容易因为搁浅而受损。为了保持对中国居民和军队的威慑力，长江炮舰要求外观雄伟。因中国长期军阀混战，加之排外事件时有发生，外国炮舰需要在遇到危险时能迅速脱身，需要比较强的动力。长江只有上海有合适的船厂，在长江中上游行动的舰船长期难以接受适当的维护；同时远离补给站，需要有相当的续航和自持能力，以及比较好的居住条件（如中国的江元级长江炮舰，就拥有宽大的军官卫生间，带有冲水马桶、浴缸等一般小型军舰上不会有的设施）。长江较为平静，风浪不大，可以采用低干舷。上层建筑相对高大，形似货轮。同时，长江炮舰的潜在目标是江匪、会党和暴动的民众，不要求很强的火力，也不需要很好的防护。
航海炮舰可以在长江中下游活动，但要穿过三峡进入长江上游需要更特殊的舰艇。三峡水浅且急，对吃水和动力都有更高的要求，同时对居住性要求更高。英国的山鹬级首创川江炮舰这一种类，平底船型，为了降低重心而采用很低的干舷，同时也能方便在军舰和岸上进行往来；上部建筑高耸；门窗并非水密，而是采用大尺寸的样式，通风采光性能较好；舰员长期驻留舰上，基本相当于一座浮动的警察站。

## 西方列强

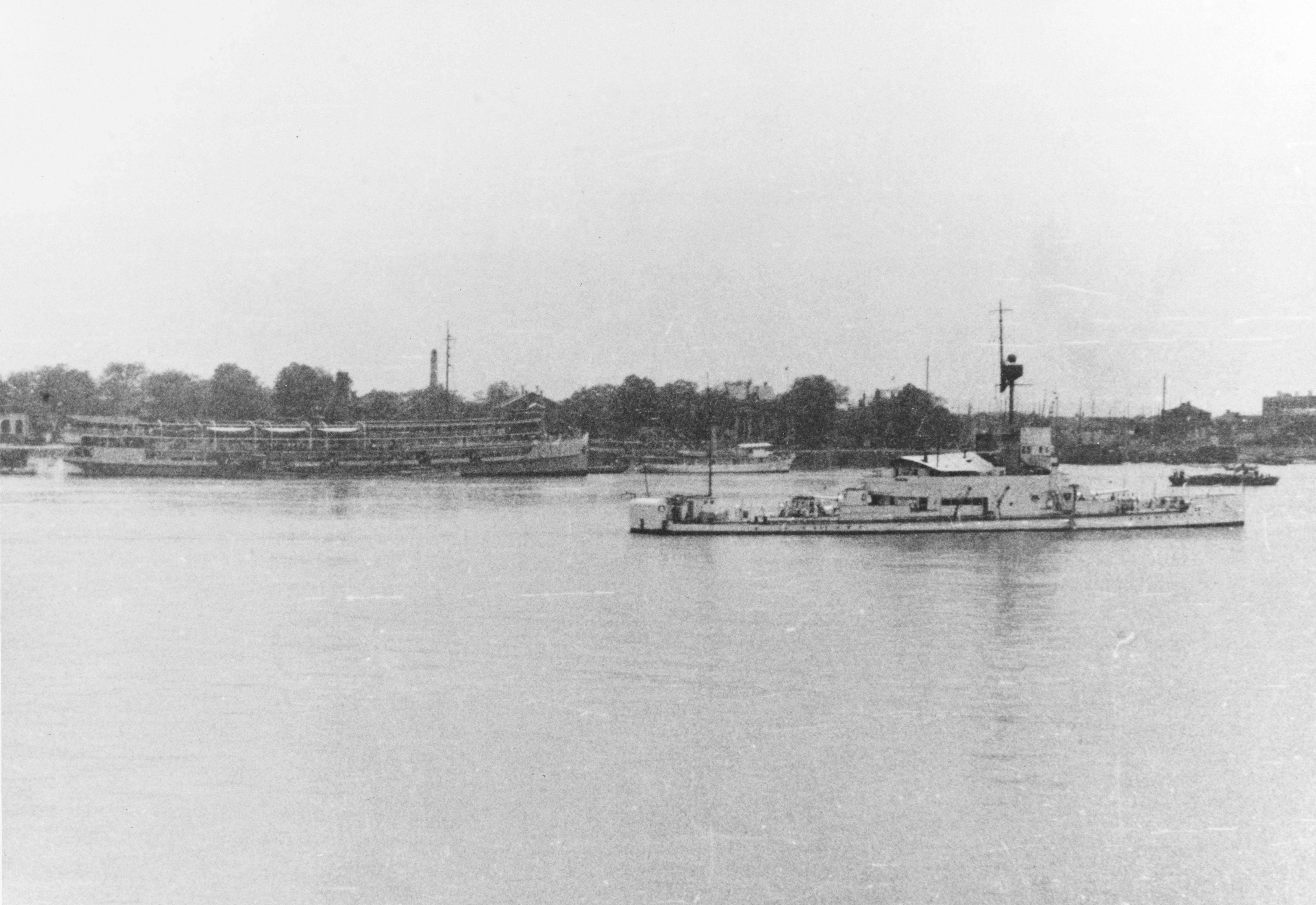
英国长江舰队旗舰蜜蜂号浅水炮舰 (1915年)，摄于1937年汉口

英国在长江的军事存在为欧美各国最强，少量驻扎在西江，大部分在长江流域，称为长江舰队或扬子江舰队（Yangtze Flotilla）。1861年2月，英军詹姆斯·霍普海军少将率领一支英国舰队沿江而上，抵达汉口。1900年3月，英军森林云雀号（HMS Woodlark）和山鹬号（HMS Woodcock）抵达重庆，成为第一批来到长江上游的西方军舰。1926年发生万县惨案，英国水凫号（HMS Widgeon）和金龟子号派出陆战队突袭中国军队驻地，救回被扣留的英国人，同时两舰炮击万县县城。英军曾在华大量部署昆虫级炮舰，该级原本设计在多瑙河流域与奥匈炮舰作战，需要配备足够的火力，导致吃水略深，使得昆虫级只能在夏季才能通过三峡。
美国人紧跟在英国人后面，也在1861年派出炮舰抵达汉口，旋即南北战争爆发，美军舰艇退出中国，1866年才重返长江。这时期美军仅调拨若干内战时期的双明轮船充当驻华炮舰。1900年起，美军更换了一批美西战争时在菲律宾虏获的原西班牙炮舰。后美国组建长江巡逻队或扬子江巡逻队（Yangtze Partrol），规模仅次于英国，不过舰龄偏大。1914年，美军把原设计用在大湖区的两艘莫诺卡西级炮舰调给长江巡逻队。这两艘炮舰操纵困难，而且居住条件差，不适合在深入中国内陆的长江航段服役。20年代美国海军向国会争取到了相关预算，新建了一批内河炮舰。1927年新建的6艘长江炮舰陆续服役，替换掉长江巡逻队老旧不堪的古董炮舰。然而新6舰里面仅威克级可以通过三峡，而最大的吕宋级则因为体积过大，极难在汉口以上航段行驶。
法国的动作比起英美稍慢了一点。1863年法军基恩·尚号（Kien Chan）抵靠汉口。1901年11月，法国奥利号（Orly）前往重庆，以宜宾为基地。二战前法国海军在长江拥有扬子江舰队（Yangtze Flotilla），隶属于远东分舰队（Division Navale de l'Extrême-Orient），下辖弗朗西斯·卡尼尔（Francis Garnier）、都大（Doudart du Lagrée）、柏年（Balny）、刚健（La Grandière）4舰。法国海军与其他西方国家不同，为4舰均起了正式中文名，并用油漆涂写在舰身侧。
德国在获取青岛后，也在中国部署了若干炮舰。德国人的利益集中在青岛，在长江上只保留有限的军事存在。1901年德国在鄱阳湖一带有前进号（Vorwärts）和祖國號（Vaterland），其他炮舰因为比较大，只能在长江下游活动。之后水獭号（Otter）替代了前进号。
意大利海军在华存在仅两艘炮舰，较大点的勒班陀号（Lepanto）和埃尔马诺·卡洛托号（Ermanno Carlotto）两舰。两舰均非专门的内河炮舰，而是常驻天津，轮流前往长江进行巡航。
一战期间中国扣押了部分交战国炮舰；另有部分英法舰艇转移到了香港。这段时间长江上的外国炮舰数量剧减，仅有美国组建了长江流域舰队维持列强在华利益。德奥在华舰艇中，驻扎于青岛者或被联军击沉、或被捕获，滞留内地的舰艇则大多遭到中国政府扣押。1917年4月美国参加一战，美国炮舰全部集中到上海接受扣留。同年8月中国参战，美舰重返长江。1917年民国政府正式对同盟国宣战后，没收了一批所扣押的德奥舰艇，同时释放了在押的协约国舰艇。
抗日战争初期，西方炮舰面对日军的威胁一度减少在长江的活动，其后基本只在重庆到上海一带的重要港口进行守备。英国对德宣战后，解散了长江舰队，将部分炮舰拖回欧洲，少量转为驻扎在香港或出售，仅留下4艘炮舰。1939年美国海军将长江巡逻队各舰或出售、或转调至菲律宾，仅留下关岛号驻在上海，和图图伊拉号驻在重庆；同样是在1939年，法国将都大号出售，弗朗西斯·卡尼尔号、刚健号调到越南，只有柏年号还在长江。
太平洋战争爆发时，日军迅速俘获部分西方在华炮舰。英美将剩余的内河炮舰转赠予中国政府（包括圖圖伊拉（美原）、塘鵝（英山）、隼（英德）、鷸（英豪））。1944年中国与维希法国断交而与自由法国建交，滞留在华的法国炮舰柏年号也赠予中方，并改名“法庫”。

## 日本
日本海军也曾装备各种炮舰。日军除了沿海警戒用炮舰外，还有一类称为“外地警备用炮舰”，基本上专在中国服役，当中又分为航洋炮舰和内河炮舰。日本驻华炮舰有可能涉及对外纠纷，因此虽然很小，但依然划分为“军舰”而并非驱逐舰、特务舰那样的“舰艇”，舰长也为海军少佐级别。
日本早期的炮舰普遍吃水较深，属于小船扛大炮的类型，不适合在长江行动。1901年日本海军特意建造了一艘外地警备用炮舰宇治，620吨，吃水2.1米。宇治不算专门的内河炮舰，但吃水较浅，主要在长江下游及中国沿海行动。1903年日本海军追加建造两艘川江炮舰隅田、伏见。该级126吨，吃水仅0.61米，达13节。因吃水所限，舰体内无法容纳居住区，只能在上层建筑开辟空间，舰艏是舰长室，军官舱室分别在舰体前后，水兵舱室则设在二楼，远看就像货轮一样。1908年12月，日本海军将驻华中、华南的警备舰队改组为第三舰队，除了进行常规的警戒巡逻外，还为日资航运公司开辟航路。1911年，隅田开拓了经洞庭湖至常德的航线；同年5月，伏见成功穿过三峡，抵达泸州；同年6月，宇治从广州沿西江到达梧州。不过隅田级虽然吃水够浅，但主机功率不够，难以通过三峡，绝大部分时间都还是在宜昌以下的长江航段活动。日俄战争之后，日本炮舰成为长江下游最常见的外国炮舰。

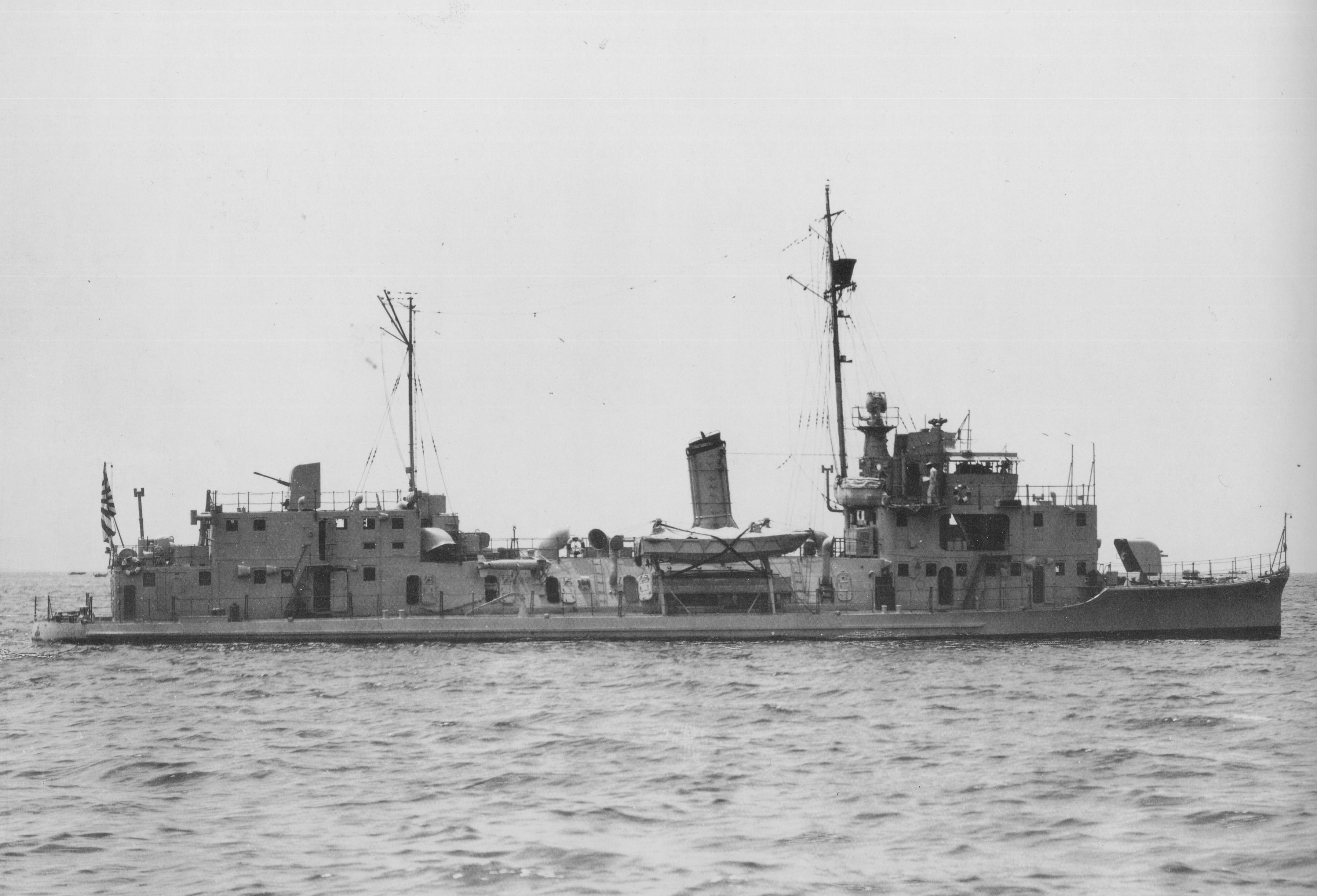
第二代伏见号，摄于1939年

一战爆发后，日本也积极准备参战。为此没有航海能力的内河炮舰（宇治、隅田、伏见）在上海解除武装，其他军舰在日本宣战同时立即离开上海参战。中国参战后各舰恢复服役，继续在长江巡逻。1919年，日本海军提出八八舰队预算案，1922年应为《华盛顿海军条约》的签订，计划有所变更，不过用于中国的一艘航海炮舰和4艘内河炮舰的建造计划没有受到影响，继续实施。这4艘炮舰分别名为势多、比良、保津、坚田。势多级400吨，吃水1.02米，为了通过三峡而安装了功率较大的重油锅炉。1927年，日本海军希望建造两艘大型航洋炮舰，来代替已经老旧的宇治、嵯峨两舰，另外建造4艘340吨级内河炮舰。此案在国会遭到否决，日本海军仅获得两艘250吨级的炮舰的预算，即热海、二见两舰。热海级吃水1.13米，中日两国关系紧张时又加强了武备，吃水又增加了0.16米，干舷几乎挨着水面，江面风浪大时江水甚至能淹过甲板。1935年，国会同意了日本海军第三次海军补充计划，计划建造两艘1000吨级航洋炮舰和两艘270吨级内河炮舰。伏见级伏见、隅田两舰吃水1.2米，17节；干舷较高，且配备航海仪器，能在近海航行。七七事变后，驻在长江各日舰成功突破江阴封锁线，在上海集中，其后参加了对华作战。
除了战前日本自建或购买的内河炮舰外，战争期间日军还获取了部分炮舰用于中国战场。其中的内河炮舰部分，在太平洋战争爆发之初，日军俘获了英军蛾号，改名须磨；美军吕宋号，改名唐津；美军威克号（Wake，即原“关岛”号Guam），改名多多良。1943年，日本从澳门葡萄牙方购入一艘老旧的炮舰澳门号（Macau），改名舞子。同年意大利向盟军投降，日军随即俘获意大利的埃尔马诺·卡洛托号，改名鸣海。

## 中国
清末随着列强纷纷派遣炮舰进入内陆，清政府也迫切需要自己的长江炮舰来维护自己的主权和利益。1903年，中国方面和日本签订合同，订造4艘江元級长江炮舰（525吨，吃水2.1米，13节）。1905年左右，再向日本订购楚泰級6舰（740吨，吃水2.43米，13节）。
1907年，广东水师从香港英商处订购4艘江大級小型川江炮舰（250吨，吃水2.28米，14节。辛亥革命后二号舰江清号改名江汉号），用于西江的江防警戒。1909年，又向德国采购两艘川江炮舰新璧、新珍（辛亥革命后改名江犀、江鲲，140吨，吃水0.6米）；并在1911年，由国内的厂商仿照两舰另外建造三艘川江炮舰，定名新瞻、新逖、新敏（辛亥革命后改名建中、永安、拱辰，140吨，标准排水量90吨，满载120吨，但吃水达到0.9米）。
1911年11月11日辛亥革命爆发。11月12日，建威號、楚豫號两艘炮舰最先反应过来，炮击革命军。15日，萨镇冰坐镇武汉，督促海军舰艇攻击革命军。接下来数日，海军的炮击对革命军造成相当程度的打击。随着革命思潮在海军中的蔓延，海军各舰艇陆续起义，并调转炮口攻击清军，协助革命取得胜利。但不久全国陷入军阀混战之中，海军军费难以为继，各舰艇包括诸多长江炮舰在动乱中不断依附各路军阀而互相攻伐。其中江亨在北洋时期前往东北参加江防舰队；江利、江贞、楚豫、楚有在抗战初期损失，楚泰在战争中期损失；江元、楚谦、楚观、楚同幸存至战后。
川江炮舰里面，江犀、江鲲两舰因无航海能力，一直在长江中游活动，并未过多卷入军阀混战之中。值得一提的就是第一次宁桂战争中两舰编入海军西征舰队，1928年1月参加进攻岳州、城陵矶，俘获大批唐生智军舰艇。抗战初期江犀、江鲲两舰亦并未直接参战，国府由汉迁渝后，两舰拆除火炮，作为运输、联络艇用。1941年均被日军空袭击沉。建中、永安、拱辰三舰长期在长江中上游服役，与民国初年的风云变幻牵扯不大，1928年因舰况不佳而报废。江大级则未能免于内战的纷乱，各舰在动乱的时代因各自官兵的立场而互相敌对。江汉、江固两舰结局不详，江大、江巩两舰则先后被日军空袭击沉。
在长年内战的同时，中国海军另有一支小规模的江防舰队担负起了对外作战的任务。1918年5月，北京政府海军部决定在哈尔滨成立江防司令部，从长江舰队中抽调若干炮舰和炮艇前往东北。江防舰队在北上途中涉及廟街事件，一度几乎与日本海军开战。此后中央政府忙于军阀混战而自顾不暇，江防舰队缺少粮饷，在内战中投靠了奉系。1929年中东路事件中，江防舰队在苏军压倒性的军事力量面前被迅速击败。冲突结束后江防舰队将损失各舰打捞修复，旋於九一八事变中落入日军之手，后交予满洲国。
日本为了培养满洲国江防实力以抗衡苏联，先后为满洲国江防舰队提供了不少内河舰艇。日本先是为满洲国江防舰队提供了一些15吨级的江防炮艇，在1933年则建造了两艘江防炮舰大同号、利民号，65吨，吃水0.75米。1934年，日本又为满洲国建造顺天、养民两舰，并运到哈尔滨进行组装。顺天级的设计参考了长江炮舰的样式，270吨，吃水0.9米，配备一座双联装120毫米口径高射炮。1935年又下水定边、亲仁两艘江防炮舰。定边级在顺天级的基础上又在尾部增加了一门120毫米高射炮，总重量290吨，吃水0.9米。因为松花江比起黑龙江限制更多，舰艇吨位不能太大；故而日本为满洲国设计的两级江防炮舰均以高射炮为主炮，主力防空。1939年关东军代替日本海军控制满洲国江防力量，江防舰队也随之改名江上军。这段时期日本继续为江上军提供了一批小型巡逻艇和炮艇，最大的不超过60吨。1945年苏军对日宣战，满洲国的江防炮舰尽数为苏军所掳去。满洲国时代新添设的各舰艇此后大多下落不明，仅顺天级、定边级4舰资料相对可考。

## 衰落
1937年抗日战争爆发，12月11日，英国在南京撤侨及撤离难民的商船遭到日军炮击。12日，英国瓢虫号在护卫撤侨民船时，被日本陆军的火炮攻击；接着蜜蜂号也在附近受到攻击。日军事后辩称将英国炮舰误认为中国军队运输舰。美国军舰也不能幸免。11日班乃号护送3艘美国商船搭载着美国侨民撤离南京，为免遭日军误击，班乃号升起了多面美国国旗，而3艘商船也在船上展开了巨幅美国国旗。然而日军飞机依旧对船队发动了多波次攻击，不但对其进行轰炸，更有战斗机进行低空扫射。班乃号受创坐沉，同行3艘商船全部中弹受损。事后日本同样赔礼道歉。日军这种无视西方国家的中立地位进行攻击的行为，使得西方在华长江炮舰的处境岌岌可危，英、美、法各国遂陆续减少驻华炮舰。
中国海军在战争期间因日军空袭而损失了多艘长江炮舰。太平洋战争爆发后，英、美、法陆续将滞留在华的长江炮舰赠予中方。虽然对于此时舰艇大量损失的中国海军来说，这些舰艇不啻于雪中送炭，然而慑于日军的空中威胁，这批援华炮舰依然要全部分散隐蔽，以躲避日军空袭。
1943年起，盟军轰炸机对日军在长江的舰艇进行越来越猛烈的空袭，日军炮舰的行动受到限制。战后中国政府接收了日军在华炮舰。1946年4月中国海军进行改编，第二舰队改组为江防舰队，下辖长江炮舰等各种小型舰艇。
1949年4月20日，解放军发动渡江战役，防御长江下游的海防第二舰队以及防卫长江上游的江防舰队相继起义。解放军以这批国军舰艇为基础，组建成华东军区海军。内战结束后，长江流域的治安日渐好转，长江炮舰逐渐失去其意义，最终在中国内陆销声匿迹。